# O filii et filiæ
 (février 2023).
Cet article a été gravement endommagé par Clovis XI, encore un !

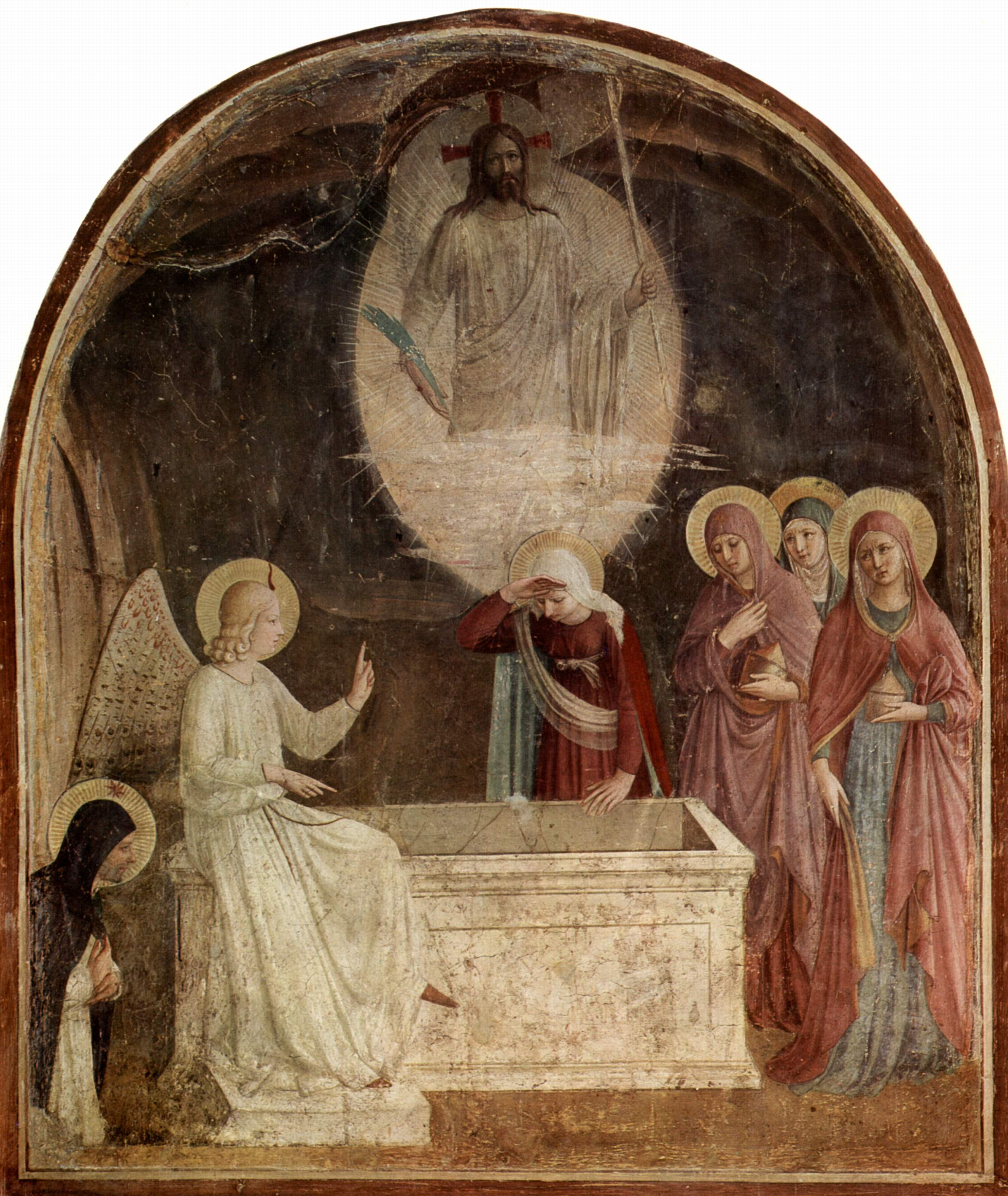
Titre :
Alleluia. O filii et filiæ (incipit)
Origine précise :
inconnue (en France)
Premier manuscrit :
entre 1503 et 1512
(chapelle Sixtine du Vatican)
Première publication :
entre 1518 et 1536 (Bnf)
Jean Tisserand (posthume, auteur attribué)
Première version en 12 strophes :
1623 (chez Pierre Ballard à Paris)
Image :
Les Trois Maries au tombeau du Christ de Fra Angelico (Couvent San Marco).

Le O filii et filiæ est une hymne du temps pascal, notamment du dimanche de Pâques, attribuée en général à un cordelier, le frère Jean Tisserand. Toutefois, ses caractéristiques suggèrent la possibilité d'une hybridation entre le chant ecclésiastique et le folklore.

## Texte
| latin | français |
| --- | --- |
| O filii et filiæ, Rex cælestis, Rex gloriæ, Morte surrexit hodie. Et Maria Magdalene, Et Jacobi et Salome, Venerunt corpus ungere. A Magdalena moniti, Ad ostium monumenti Duo currunt Discipuli. Sed Joannes Apostolus Cucurrit Petro citius, Ad sepulcrum venit prius. In albis sedens Angelus, Respondit mulieribus, Quia surrexit Dominus. Discipulis astantibus, In medio stetit Christus, Dicens : Pax vobis omnibus. Postquam audivit Didymus, Quia surrexerat Jesus, Remansit fide dubius. Vide, Thoma, vide latus ; Vide pedes, vide manus, Noli esse incredulus. Quando Thomas Christi latus, Pedes vidit atque manus, Dixit : Tu es Deus meus. Beati qui non viderunt, Et firmiter crediderunt : Vitam æternam habebunt. In hoc festo sanctissimo, Sit laus et jubilatio : Benedicamus Domino. De quibus nos humillimas, Devotas atque debitas Deo dicamus gratias. | Attention ! Traduction non littérale et ancienne : 1. Ô fils et filles, réjouissez-vous, le Roi du ciel, le Roi de gloire est ressuscité aujourd'hui. 2. Marie-Madeleine, Marie, mère de Jacques, et Salomé, sont venues pour embaumer son sacré corps. 3. Deux Apôtres avertis par Marie-Madeleine, courent à l'envi vers le tombeau. 4. Mais l'apôtre saint Jean devance Pierre, et arrive le premier au sépulcre. 5. Un ange vêtu de blanc, assis à l'entrée du tombeau, s'adresse aux femmes, et leur dit que le Seigneur est ressuscité. 6. Les disciples étant assemblés, Jésus vint au milieu d'eux, et leur dit : La paix soit avec vous tous. 7. Thomas entend dire que Jésus est ressuscité ; mais sa foi encore chancelante le laisse dans le doute. 8. Thomas, voyez mon côté, lui dit Jésus, voyez mes pieds, voyez mes mains, et ne restez pas incrédule. 9. Après que Thomas a vu le côté de Jésus, et qu'il a considéré ses pieds et ses mains, il s'écrie : Vous êtes mon Dieu. 10. Heureux ceux qui, sans avoir vu, ont cru d'une ferme foi ; ils possèderont la vie éternelle. 11. Que l'on n'entende que des louanges et des cantiques de joie dans cette sainte fête : bénissons le Seigneur. 12. Rendons à Dieu, avec le dévouement et la reconnaissance qui lui sont dus, de très-humble actions de grâces pour tous ses bien faits. |

Il n'existe pas de texte officiel selon le rite romain. C'est pourquoi il y a de nombreuses variantes. Ce texte était une version destinée entre autres aux diocèses de Toulouse, mais celle qui était insérée en 1815 dans un recueil à la base du bréviaire romain, comme celle de Paris.

## Historique

### Origine
Si au XIXe siècle, John Mason Neale considérait que son origine remonterait au XIIIe siècle, le manuscrit le plus ancien ne fut publié qu'au début du XVIe siècle. Sur son titre, un Franciscain, Jean Tisserand, se présentait comme auteur tandis qu'un manuscrit du Vatican contient d'une œuvre d'un compositeur mort vers 1514. Il est donc probable que la composition de texte fut effectuée à la fin du XVe siècle. Or, faute d'indice définitif, l'origine et la datation exactes restent encore incertaines.
L'origine de la mélodie est sans doute un contrafactum d'une séquence du XIIe siècle Annus novus in gaudio. Jacques Viret remarquait la ressemblance entre l'hymne et le Kyrie IX en grégorien dit Cum jubilo,. Un autre air fut écrit par Melchior Vulpius en 1609, qui était la deuxième version de mélodie.
Jacques Viret a également noté l'origine particulière, fusion entre le grégorien ecclésiastique et le folklore (ronde joyeuse), qui peut expliquer la popularité de cette hymne. C'était également l'avis d'Ernest Renan qui soulignait une caractéristique archaïque de l'hymne O filii et la séquence Victimæ paschali laudes, laquelle est très différente de la composition ecclésiastique du psalmodie, soit récitatif. Il s'agit au contraire des chants légers qui seraient les échos des chansons anciennes, conservées jusqu'ici grâce à Pâques joyeuses. Encore faut-il retrouver des manuscrits concrets pour conclure.

### Premières publications
Le texte imprimé le plus ancien est un manuscrit conservé à la bibliothèque nationale de France, manuscrit Rés. B8991. Il s'agit de quelques strophes de l'hymne dans les Heures de Notre-Dame à l'usaigne de Paris sorties en 1573, chez Jean Le Blanc.  
La mélodie ancienne se trouve dans les Airs sur les hymnes sacrés, odes et Noëls pour chanter au Catéchisme. Il s'agissait d'un recueil publié en 1623 chez Pierre Ballard à Paris tandis que l'hymne à quatre voix parmi lesquelles la seule soprano est la mélodie se trouve en tant que pièce n° 26. Il faut remarquer que l'usage n'était pas destiné à la liturgie, mais était réservé au catéchisme. Ce livre de chant avait été édité par un Jésuite, Michel Coyssard, qui avait fait une anthologie issue des éditions de Lyon, de Tournon et d'Anvers.  
L'utilisation de l'hymne fut promue par quelques publications, dont l’Office de la semaine sainte selon le bréviaire et missel de Paris. Ce livre de chant fut sorti en 1674. L'hymne était intitulée Au Salut, Cantique de Rejoüissance . Cette version devint une référence de cette hymne (voir la partition au-dessus). Ensuite, l'hymne fut imprimée dans un processionnal sorti à Nantes en 1678.
Hormis la France, les traces anciennes se trouvent en Allemagne, plus précisément chez ses Jésuites. Un texte en allemand avait été imprimé en 1671. Puis, leur Symphonia Sirenum Selectarum, édition 1695 à Cologne, contenait cette hymne. S'il s'agissait d'un livre de chant, son texte n'était autre qu'une variante : « Alleluia ! Alleluia ! Finita iam sunt prælia. Est parta iam victoria ! Gaudeamus, et canamus : Alleluia ! ».

### Évolution
En 1738, le Calendrier historique avec le journal des cérémonies en parlait dans la partie qui contient les renseignements relatifs aux fêtes mobiles : on pouvait alors aller l’entendre à Pâques au collège des Jésuites  lors des vêpres solennelles, « après lesquelles il est chanté en musique. Ce cantique joyeux est pareillement chanté en plusieurs Églises par de belles voix de religieuses ».

### Paraphrase et usage
Hymne liturgique réservée au temps pascal, le O filii et filiæ inspira plusieurs organistes. Le cérémonial de Clément VIII  recommandait la composition en orgue en faveur de l'offertoire. À partir du XVIIe siècle, les organistes français ont préféré paraphraser la mélodie de ce chant, tels Nicolas Lebègue, Pierre Dandrieu. De nos jours, certaines œuvres restent en usage.
L'hymne reste toujours en usage. Cependant, dans le rite romain officiel, le texte ne se trouve pas. Ce chant populaire demeure une liturgie locale et réservée au temps pascal.

## Mise en musique

### À la Renaissance
- Johannes Prioris (vers 1460 - † vers 1514) : motet Alleluia. O filii O filiæ et Et Maria Magdalene, Bibliothèque apostolique vaticane manuscrit Cappella Sistina 42[12]

### Musique baroque
- Volckmar Leisring (1560 - † 16...) : œuvre pour Pâques à 8 voix en double-chœur[13]
- Antoine Boesset (1587 - † 1643) : motet à 5 voix avec orgue, dans le Recueil Deslauriers[14]
- Jean Veillot (15... - † 1662) : motet pour 6 solistes, chœur à 5 voix et instruments[15]
- Guillaume-Gabriel Nivers (1632 - † 1714) : motet pour soprano et basse continue (1689)[16]
- Marc-Antoine Charpentier (1643 - † 1704) :
  - motet du temps pascal pour 2 hautes-contre, basse, 2 flûtes et cordes, H312 (Pâques 1671)[17]
  - motet du temps pascal pour 8 solistes, chœur à 5 voix et cordes, H339[18]
  - motet du temps pascal pour voix seule, chœur à 4 voix et instruments, H356[19]
- Michel-Richard Delalande (1657 - † 1726) : 
  - motet réservé à Pâques et pour 6 solistes, chœur à 4 voix et instruments, S52 (1698)[20]
  - petit motet pour soprano solo et basse continue, S89 (1712)[21]
- André Campra (1660 - † 1744) : motet pour 6 solistes, chœur à 5 voix et instruments[22]
- Charles-Hubert Gervais (1671 - † 1744) : motet pour 5 solistes, chœur à 5 voix et instruments, ChG72[23]
- Esprit-Joseph-Antoine Blanchard (1696 - † 1770) : motet pour 3 solistes, grand chœur à 5 ou 6 voix et symphonie (instruments) pour le Samedi Saint[24]

### Musique classique
- François Giroust (1737 - † 1799) : 
  - motet pour 2 sopranos, chœur à 2 voix de femmes et orgue[25]
  - motet pour 4 solistes, chœur à 4 voix et orchestre (1782)[26]
- Luigi Cherubini (1760 - † 1842) : motet pour 4 solistes, chœur à 4 voix et orchestre (1828)[27]
- Fromental Halévy (1799 - † 1862) : O filii et filiæ, souvenir du Salut de Pâques attachée à l'opéra Le Lazzarone[28]
- Franz Liszt (1811 - † 1886) : oratorio Christus, n° 13 (1872)[29]

### Œuvres instrumentales pour orgue

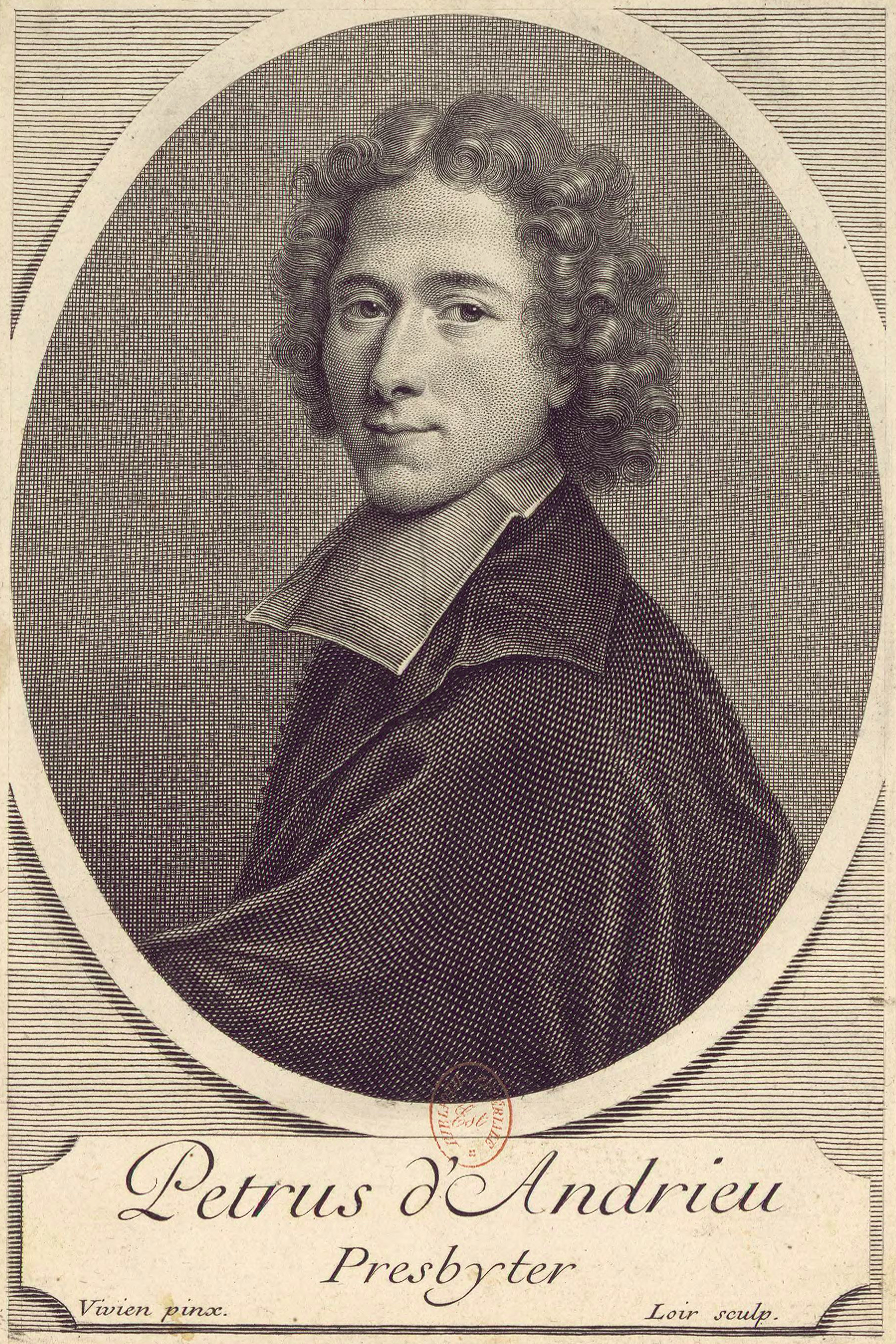
Hymne française, le répertoire des œuvres d'orgue demeure très riche en France, grâce à plusieurs grands organistes tel Pierre Dandrieu.

- Nicolas Lebègue (vers 1631 - † 1702) : offertoire pour orgue, dans le Livre d'orgue, tome 3[30]
- Pierre Dandrieu (1664 - † 1733) : œuvre pour orgue ou clavecin[ae 1]
- Jean-François Dandrieu (vers 1682 - † 1738) : offertoire pour clavecin ou orgue, dans le recueil Noël, O filii, chanson de saint Jacques et carillons[31] [partition en ligne]
- Michel Corrette (1707 - † 1795) : variations pour orgue ou clavecin (1782)[ae 2]
- Jean-Jacques Beauvarlet-Charpentier (1734 - † 1794) : œuvre pour clavecin ou piano-forte (1784)[32]
- Josse-François-Joseph Benaut (vers 1743 - † 1794) : variations pour orgue[33],[ae 3]
- Alexandre-Pierre-François Boëly (1785 - † 1858) : Thème O filii et filiæ et 3 variations pour orgue, dans l’Offertoire pour le jour de Pâques, op. 38, n° 10 (posthume, 1860)[34]
- Édouard Batiste (1820 - † 1876) : offertoire d'orgue, op. 26[35]
- Jacques-Nicolas Lemmens (1823 - † 1881) : sonate dans le recueil Trois sonates pour orgue, n° 2 (1881)[36]
- Alexandre Guilmant (1837 - † 1911) : offertoire sur O filii, op. 49, n° 2[37]
- Aloÿs Claussmann (1850 - † 1926) : offertoire d'orgue pour le jour de Pâques (1900)[38] [partition en ligne]
- Healey Willan (1880 - † 1968) : prélude n° 9 pour orgue, dans le recueil 30 Hymn Preludes for Organ[39]
- Lynnwood Farnam (1885 - † 1930) : toccata sur O filii pour orgue (1932)[40]
- Frederick Candlyn (1892 - † 1964) : prélude en faveur de Pâques sur O filii et filiæ pour orgue [partition en ligne]
- André Fleury (1903 - † 1995) : variations pour orgue[41]
- Jean Langlais (1907 - † 1991) : fugue sur O filii pour orgue, dans la Folkloric suite, op. 77, n° 1 (1952)[42]
- Jeanne Demessieux (1921 - † 1968) : variations O Filii dans le recueil Twelve Choral Preludes on Gregorian Chant Themes for Organ, n° 7 (1950)[43]
- Pierre Cochereau (1924 - † 1984) : improvisation pour orgue, dans le recueil Improvisations sur des thèmes de Pâques (1981)[44]
- John Rutter (1945 - ) : variation sur le thème de Pâques pour orgue en duo (1983)[45]
- Naji Hakim (1955 - ) : variations sur une hymne pascale (2012)[46]

### Œuvre contemporaine
- Sinéad O'Connor (1966 - † 2023) : interprétation dans son disque She Who Dwells in the Secret Place of the Most High Shall Abide Under the Shadow of the Almighty (en) (2003)

## Variantes selon les pays

### Irlande
On constate des variations irlandaises publiées au XVIIIe siècle. D'après deux manuscrits, celles du XVIe siècle et du XVIIe siècle étaient intitulés Is truag in ces i mbiam (Triste sort que le sort de l'homme). L'autre était une adaptation du XVIIIe siècle, issue du texte latin, et qui employait la même mélodie.

### Angleterre
Outre-Manche, l'usage de l'hymne O filii et filiæ n'était pas habituel. D'une part, le calvinisme y défavorisait considérablement l'utilisation des hymnes latines. D'autre part, son origine à partir de la France y était bien connue. En conséquence, la liturgie anglicane ne favorisait pas cette prose française. Néanmoins, un auteur anonyme la publia en traduction dans Evening Office, 1748 Young men and maids, rejoice and sing. Cette dernière était adoptée dans l’Annus Sanctus (Hymnes de l'église pour le calendrier liturgique) . L'édition 1884 contenait encore une autre traduction de Charles Kent, O maids and striplings . La version la plus connue était toutefois celle de J. D. Chambers, Children of men, rejoice and sing. La traduction de John Mason Neale, qui promut la célèbre hymne Veni, veni Emmanuel, était intitulée Alleluia ! alleluia ! Finished is the battle now et se caractérisait de sa composition très rythmique. Auprès de l'Église catholique, E. Caswall l'avait traduite en 1849. Il est à noter qu'en 1892, John Julian comptait sept traductions et quatre paraphrases à la base de la traduction de Neale .

### États-Unis
Une publication effectuée en 1831 à New York indique qu'était tenue la pratique de traduction en anglais, également en douze strophes. Si sa rubrique était hymne de Pâques, cette version anglaise suggère que l'usage était moins liturgique, auprès des églises catholiques américaines qui gardaient le texte latin dans la célébration.

### Allemagne
L'hymne était citée dans une publication des Jésuites, effectuée en 1671. Plus tard, la traduction en allemande fut effectuée en 1854 par le chanoine Christoph Moufang en douze strophes : [lire en ligne].

### Bretagne
Il fit l'objet de plusieurs adaptations en langue bretonne. D'une part, il s'agit de simples traductions, comme Bugale Doue, selaouit (Enfants de Dieu, écoutez), par le Père Julien Maunoir, puis Alleluia kanamb viktoér (Alléluia, chantons victoire) en breton vannetais, et Sul fask, Alleluia ! en Trégor ou Haute-Cornouaille. D'autre part, il existe des paraphrases, comme Mari, Rouanez an Neñvou (diocèse de Saint-Brieuc et Tréguier), et Klevit tudou (diocèse de Quimper et Léon).

### France
Du reste d'assez nombreuses chansons et danses traditionnelles françaises reprennent tout ou partie de la musique de cet hymne, en la faisant parfois grandement évoluer.